# S-100 버스

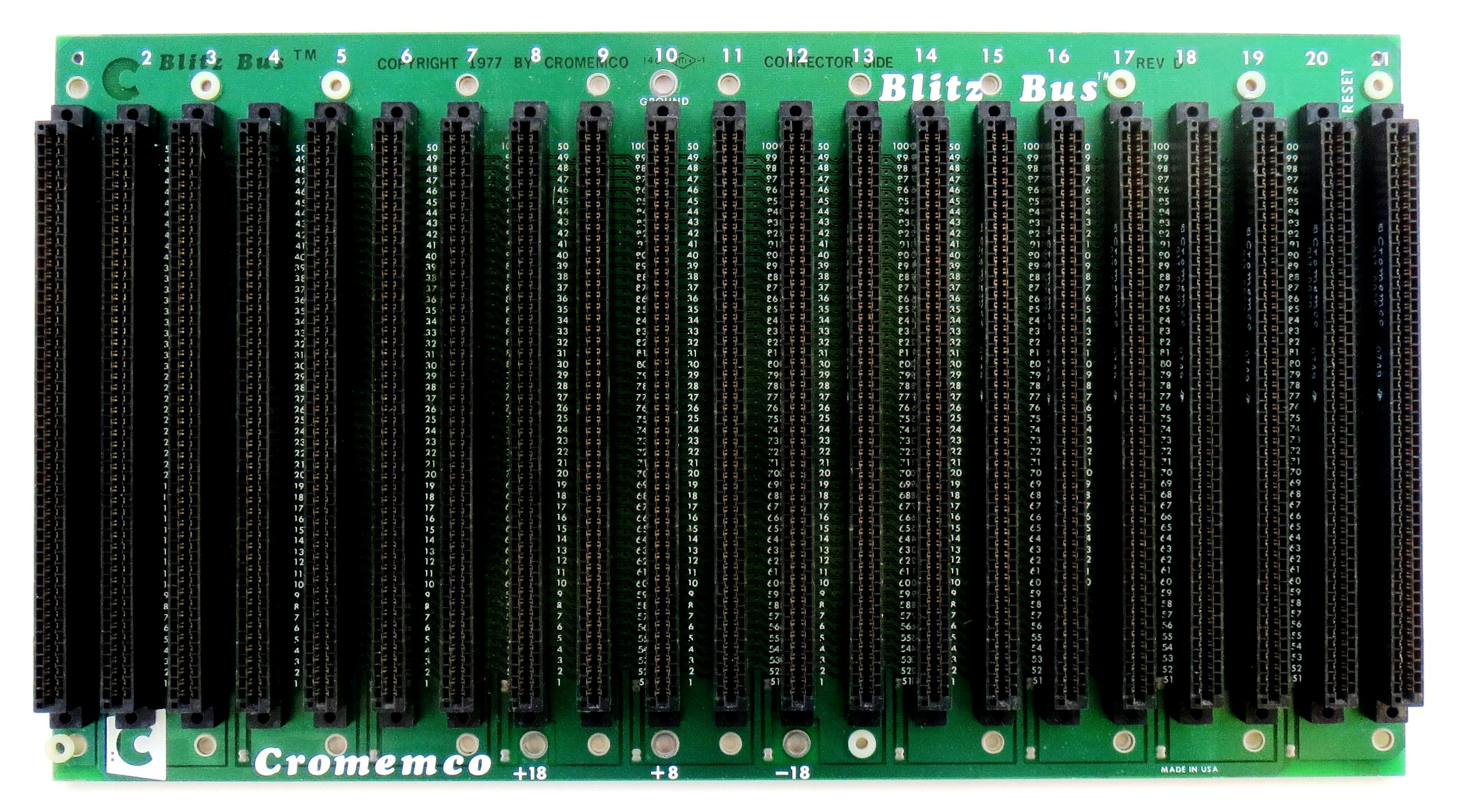
S-100 버스

S-100 버스(S-100 bus), 앨테어 버스(Altair bus), IEEE696-1983(철회됨)은 1974년 앨테어 8800의 일부로 설계된 초기의 버스이다. S-100 버스는 마이크로컴퓨터 산업을 위한 최초의 산업 표준 확장 버스였다. S-100 버스는 홈브루 컴퓨터들의 기초를 세웠는데, 빌더(예: 홈브루 컴퓨터 클럽)들이 CP/M, MP/M용 드라이버를 구현하였다. 이 S-100 마이크로컴퓨터들은 사용 범위가 호비스트 장난감에서부터 중소기업 워크스테이션에 이르며 IBM PC가 등장할 때까지 초기 가정용 컴퓨터에서 일반적이었다.